# Lucky
«Lucky» — американський щомісячний жіночий журнал про моду та правильні покупки. Заснований Кім Франс, вперше опублікований в 2000 під дочірньою компанією Condé Nast. Журнал згорнули в червні 2015.

## Історія
З самого запуску в грудні 2000, «Lucky» був одним із найбільших публікацій Condé Nast. Обсяг виріс із 500,000 до близько 1,1 мільйону.
Кім Франс, яка заснувала журнал, була першим головним редактором і пробула на цій посаді близько 10 років. Брендон Холлі замінив Кім Франс в 2010. В червні 2013 посаду головного редактора журналу займала Єва Чен. Вона відмовилася від посади в квітні 2015.
В 2012 журнал оголосив, що проведе свою першу конференцію FABB (Блог Моди та Краси (The Fashion and Beauty Blog)). Це стало першим таким заходом, яке об'єднало разом групу цифрових лідерів по моді, красі, технологіям і знаменитостям, та впливових рекламодавців у співтоваристві блогерів. Деякими із учасників заходу були Кет Ділі, Еллі Веб, Джесіка Альба та Пейдж Адамс-Геллер.
В квітні 2014, компанія в електронній комерції BeachMint, яка базується в Лос-Анджелесі, почала процес з'єднання із Condé Nast. Прес реліз Condé Nast повідомив, що нова компанія буде називатися Lucky Group. Єва Чен посіла посаду головного творчого директора в Lucky Group, а Джош Берман в BeachMint.
В травні 2015 частота випуску журналу перейшла на квартальну. Через місяць, в червні 2015, журнал згорнули.